# پیت-یاخ
شهر پیت-یاخ (به روسی: Пыть-Ях) در کشور روسیه و در اوکروگ خانتی-مانسی اوتونوموس واقع شده‌است.